# Броношевиці
Броношевиці (пол. Bronoszewice) — село в Польщі, у гміні Ґоздово Серпецького повіту Мазовецького воєводства.
Населення — 147 осіб (2011).
У 1975—1998 роках село належало до Плоцького воєводства.

## Демографія
Демографічна структура станом на 31 березня 2011 року:
|          | Загалом | Допрацездатний вік | Працездатний вік | Постпрацездатний вік |
| -------- | ------- | ------------------ | ---------------- | -------------------- |
| Чоловіки | 76      | 10                 | 56               | 10                   |
| Жінки    | 71      | 12                 | 37               | 22                   |
| Разом    | 147     | 22                 | 93               | 32                   |